# باتريك كريادو
باتريك كريادو دي لا بويرتا (بالإسبانية: Patrick Criado de la Puerta)‏، من مواليد 23 سبتمبر 1995 في مدريد، هو ممثل إسباني. اشتهر بدوره في المسلسل التلفزيوني النسر الأحمر (2009–2016).

## روابط خارجية
- باتريك كريادو على موقع IMDb (الإنجليزية)
- باتريك كريادو على موقع روتن توميتوز (الإنجليزية)
- باتريك كريادو على موقع ألو سيني (الفرنسية)
- باتريك كريادو على موقع قاعدة بيانات الفيلم (الإنجليزية)